# Spring Lake Park
Spring Lake Park è una città degli Stati Uniti d'America, situata in Minnesota, nella Contea di Anoka e in una piccola parte nella Contea di Ramsey.